# Serie Mundial Femenina de Rugby 7 2017-18
La Serie Mundial Femenina de Rugby 7 2017-18 fue la sexta temporada de la Serie Mundial Femenina de Rugby 7, el circuito de selecciones nacionales femeninas de rugby 7, y la séptima considerando la Challenge Cup 2011-12.

## Equipos
11 equipos tuvieron estatus permanente. Los 10 mejores equipos de la temporada 2016-17 retuvieron su plaza, un equipo más obtuvo estatus permanente en un torneo clasificatorio:
| América - Canadá - Estados Unidos Oceanía - Australia - Fiyi - Nueva Zelanda | Europa - España - Francia - Inglaterra - Irlanda - Rusia |

Clasificaron adicionalmente y obtuvieron estatus permanente para la temporada 2017-18:
- Japón – ganador del Seven Femenino de Hong Kong 2017.[3]

Un equipo más será invitado para cada una de las etapas del circuito.

## Formato
Cada torneo se disputó en un fin de semana, a lo largo de dos días. Participaron 12 equipos: los 11 de estatus permanente y otro invitado.
Se dividieron en tres grupos de cuatro equipos, donde cada uno de estos jugó un partido ante sus rivales de grupo. Cada victoria otorgó 3 puntos, cada empate 2 y cada derrota 1.
Los dos equipos con más puntos en cada grupo y los dos mejores terceros avanzaron a cuartos de final de la Copa de Oro. Los cuatro ganadores avanzaron a semifinales de la Copa de Oro, y los cuatro perdedores a semifinales del quinto puesto.
En tanto, los restantes cuatro equipos de la fase de grupos avanzaron a semifinales de la challenge trophy.

## Calendario
Esta temporada tuvo solo cinco eventos ya que Estados Unidos sale del calendario. Los torneos de Dubái y Australia se jugaron simultáneamente en las ramas femenina y masculina.
| Torneo    | Estadio                     | Ciudad     | Fecha                            |
| --------- | --------------------------- | ---------- | -------------------------------- |
| Dubái     | The Sevens                  | Dubái      | 30 de noviembre - 1 de diciembre |
| Australia | Estadio de Fútbol de Sídney | Sídney     | 26-28 de enero                   |
| Japón     | Mikuni World Stadium        | Kitakyushu | 21-22 de abril                   |
| Canadá    | Westhills Stadium           | Langford   | 12-13 de mayo                    |
| Francia   | Stade Jean-Bouin            | París      | 8-10 de junio                    |

## Resultados
| Copa             | Ganador       | Marcador | Perdedor       | Semifinalistas            |
| ---------------- | ------------- | -------- | -------------- | ------------------------- |
| Copa             | Australia     | 34-0     | Estados Unidos | 3º: Rusia 4º: Canadá      |
| 5.º puesto       | Nueva Zelanda | 24-0     | Francia        | 7º: España 8º: Inglaterra |
| Challenge trophy | Irlanda       | 24-7     | Sudáfrica      | 11º: Fiyi 12º: Japón      |

| Copa             | Ganador    | Marcador | Perdedor      | Semifinalistas                     |
| ---------------- | ---------- | -------- | ------------- | ---------------------------------- |
| Copa             | Australia  | 31-0     | Nueva Zelanda | 3º: Canadá 4º: Rusia               |
| 5.º puesto       | Francia    | 19-5     | España        | 7º: Irlanda 8º: Estados Unidos     |
| Challenge trophy | Inglaterra | 29-10    | Fiyi          | 11º: Japón 12º: Papúa Nueva Guinea |

| Copa             | Ganador        | Marcador | Perdedor | Semifinalistas           |
| ---------------- | -------------- | -------- | -------- | ------------------------ |
| Copa             | Nueva Zelanda  | 24-12    | Francia  | 3º: Australia 4º: España |
| 5.º puesto       | Rusia          | 30-7     | Fiyi     | 7º: Inglaterra 8º: China |
| Challenge trophy | Estados Unidos | 24-19    | Irlanda  | 11º: Canadá 12º: Japón   |

| Copa             | Ganador       | Marcador | Perdedor  | Semifinalistas                 |
| ---------------- | ------------- | -------- | --------- | ------------------------------ |
| Copa             | Nueva Zelanda | 46-0     | Australia | 3º: Estados Unidos 4º: Francia |
| 5.º puesto       | Canadá        | 29-12    | Irlanda   | 7º: Inglaterra 8º: Fiyi        |
| Challenge trophy | Japón         | 26-21    | España    | 11º: Brasil 12º: Rusia         |

### Francia
| Copa             | Ganador        | Marcador | Perdedor  | Semifinalistas            |
| ---------------- | -------------- | -------- | --------- | ------------------------- |
| Copa             | Nueva Zelanda  | 33-7     | Australia | 3º: Canadá 4º: Francia    |
| 5.º puesto       | Estados Unidos | 28-7     | Fiyi      | 7º: España 8º: Inglaterra |
| Challenge trophy | Irlanda        | 10-5     | Rusia     | 11º: Japón 12º: Gales     |

## Tabla de posiciones
Cada torneo otorgó puntos de campeonato, según la siguiente escala:
- Copa de Oro: 20 puntos al campeón, 18 puntos al subcampeón, 16 puntos al tercero, 14 puntos al cuarto.
- 5.ºpuesto: 12 puntos al campeón, 10 puntos al subcampeón, 8 puntos al séptimo, 6 puntos al octavo.
- Challenge trophy: 4 puntos al campeón, 3 puntos al subcampeón, 2 puntos al decimoprimero, 1 punto al decimosegundo.

| Pos | País               | UAE | AUS | JPN | CAN | FRA | Puntos |
| --- | ------------------ | --- | --- | --- | --- | --- | ------ |
| 1   | Australia          | 20  | 20  | 16  | 18  | 18  | 92     |
| 2   | Nueva Zelanda      | 12  | 18  | 20  | 20  | 20  | 90     |
| 3   | Francia            | 10  | 12  | 18  | 14  | 14  | 68     |
| 4   | Canadá             | 14  | 16  | 2   | 12  | 16  | 60     |
| 5   | Estados Unidos     | 18  | 6   | 4   | 16  | 12  | 56     |
| 6   | Rusia              | 16  | 14  | 12  | 1   | 3   | 46     |
| 7   | España             | 8   | 10  | 14  | 3   | 8   | 43     |
| 8   | Inglaterra         | 6   | 4   | 8   | 8   | 6   | 32     |
| 9   | Fiyi               | 2   | 3   | 10  | 6   | 10  | 31     |
| 10  | Irlanda            | 4   | 8   | 3   | 10  | 4   | 29     |
| 11  | Japón              | 1   | 2   | 1   | 4   | 2   | 10     |
| 12  | China              | -   | -   | 6   | -   | -   | 6      |
| 13  | Sudáfrica          | 3   | -   | -   | -   | -   | 3      |
| 14  | Brasil             | -   | -   | -   | 2   | -   | 2      |
| 15  | Papúa Nueva Guinea | -   | 1   | -   | -   | -   | 1      |
| 16  | Gales              | -   | -   | -   | -   | 1   | 1      |

- Los primeros 10 equipos mantienen su estatus permanente para la siguiente temporada.
- En amarillo: equipos invitados.
- En rosado: equipo descendido.

| Bandera de Australia |
| Campeón Australia    |
| Segundo título       |